# Dmitrii Constantinov
Dmitrii Constantinov (în rusă Дмитрий Георгиевич Константинов; n. 5 decembrie 1952, Comrat) este un om de afaceri și politician moldovean de etnie găgăuză, fost președinte al Adunării Populare a UTA Gagauz-Yeri.
El a fost ales din turul trei, cu votul a 20 din cei 24 deputați ai legislativului din regiune, care au participat la ședință. Contracandidatul său, Fiodor Gagauz, a obținut un singur vot. În primul tur au concurat trei candidați - Fiodor Gagauz, liderul Mișcării „Edinaia Găgăuzia” („Găgăuzia Unită”), Dmitri Constantinov, susținut de Mișcarea „Novaia Gagauzia” („Găgăuzia Nouă”) și Procurorul din Găgăuzia, Gheorghii Leiciu. Nimeni din ei nu a acumulat 18 voturi, necesare pentru a fi ales în funcția de președinte al Adunarii Populare a Găgăuziei. Ca urmare, a fost organizat turul doi, cu participarea lui Dmitri Constantinov, care a obținut 17 voturi, iar Fiodor Gagauz, nici unul.
De profesie Dmitrii Constantinov este zooinginer. A condus câteva întreprinderi zootehnice și firmele SA Aydın, Ayna, SRL „Komvinkom”, SRL „Moldplugvin”. A fost deputat în Adunarea Populară a Găgăuziei în 1995-1999 și a fost ales pentru un nou mandat în 2012-2016.